# 12k
12k (англ. 12k) — американский независимый музыкальный лейбл, базирующийся в городе Паунд Ридж (Pound Ridge), штат Нью-Йорк; был основан музыкантом Тейлором Деупри в январе 1997 года; специализируется на экспериментальной электронной музыке — в частности, на музыкальном «цифровом минимализме»; по состоянию на январь 2007 года выпустил более 40 компакт-дисков; сотрудничал с Alva Noto.

## История и описание
Инди-лейбл «12k» появился 1 января 1997 года по инициативе американского музыканта, фотографа и дизайнера Тейлора Деупри (Taylor Deupree, род. 1971); к сентябрю 2019 года лейбл, базирующийся в городе Паунд Ридж (Pound Ridge) штата Нью-Йорк, выпустил более ста дисков. Все годы своего существования «12k» специализировался на электронной музыке, точнее — на музыкальном «цифровом минимализме». Основой деятельности компании является выпуск экспериментальных музыкальных треков.
В первый год своего существования лейб сознательно отказался от рекламной компании и работы с прессой, продвигая записи исключительно через веб-сайт самой компании. Первым альбомом компании стал «Therescretnumbertwelve» от коллектива «Human Mesh Dance», представлявший собой «коллекцию пульсирующего минималистичного техно, галлюциногенный и осколочный по звучанию»; сам диск был записан для нью-йоркского лейбла «Silent», но никогда не был выпущен им. За первые два года существования компании у неё вышло только четыре релиза. Так 30 мая 1998 года «12k» выпустил диск самого Деупри «Comma,» на который значительное влияние оказала музыка в жанре техно и ранняя электронная музыка 1990-х годов — часть его предыдущего опыта, полученного в начале 1990-х при работе в таких проектах как «SETI» и «Prototype 909». В те же годы начались и эксперименты с использованием компьютера как музыкального инструмента — сочетая его с акустическими инструментами.
В начале 2000-х годов «12k» расширил свою «линию исследований», создав суб-лейбл «LINE», куратором которого выступил Ричард Шартье (Chartier): в то время как Шартье отвечал за звук, Деупри разрабатывал дизайн пластинки. В 2001 году работа «LINE» была удостоена почётного упоминания в рамках вручения приза «Prix Ars Electronica». Первые девять альбомов лейбла «12k» были выпущены ограниченным тиражом в 500 штук и к 2001 году семь из них уже были раскуплены: исследователи полагали такую политику экономически обоснованной, поскольку из «мейнстримного» магазина марка становилась «бутиком». Постепенно в музыкальной индустрии сформировался специальный термин — «12k sound» — для описания минималистичных и глубоких экспериментальных композиций.